# Arctoa schistioides
Arctoa schistioides är en bladmossart som beskrevs av Iishiba 1932. Arctoa schistioides ingår i släktet jökelmossor, och familjen Dicranaceae. Inga underarter finns listade i Catalogue of Life.